# Ecgberht II. (Kent)
Ecgberht II. (auch: Ecberht, Ecgberhtus, Egcberth) war von 764 bis 779/784 ein König des angelsächsischen Königreiches Kent.

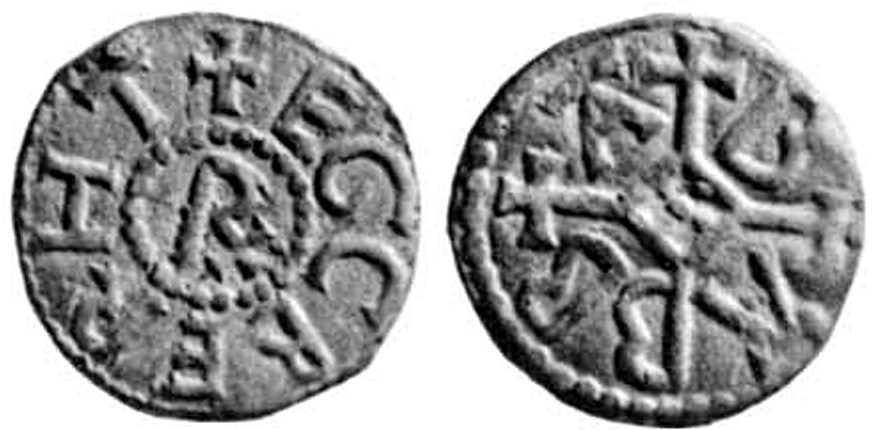
Vom Münzmeister Babba in Canterbury geprägte Münze König Ecgberhts II.

## Leben
Um das Jahr 764 verschwanden die Könige Sigered (Westkent) und Eanmund (Ostkent) aus den Quellen als Offa (757–796), der König von Mercia, die Oberherrschaft über Kent erlangte. Offa setzte Ecgberht II. (um 764–779/784) im westlichen und Heahberht im östlichen Kent als Vasallenkönige ein. Diese Konstellation führte dazu, dass Heahberht der Landschenkung des kentischen Königs Ecgberht II. zustimmen musste. Ecgberht schenkte im Jahr 765 Ländereien an Bischof Eardwulf von Rochester. Neben der Zustimmung seines Mitkönigs Heahberht war auch die licentia (Erlaubnis) Offas als Repräsentant der Hegemonialmacht erforderlich. 772 bezeugte Ecgberht eine Landschenkung Offas. Zumindest Ecgberht scheint nennenswerten Rückhalt in Kent gehabt zu haben und war nicht vollständig von Offa abhängig.

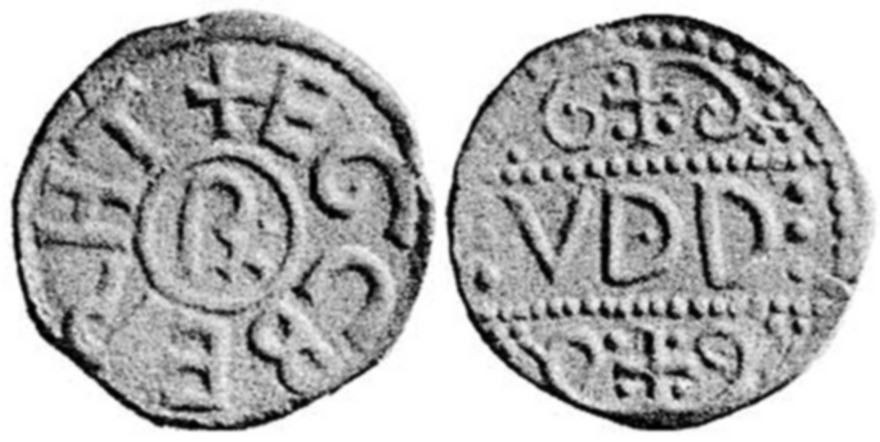
Vom Münzmeister Udd in Canterbury geprägte Münze König Ecgberhts II.

Ecgberht und sein Mitkönig Heahberht wandten sich gegen die Vorherrschaft Mercias. Beide ließen in Canterbury neue Münzen nach dem Vorbild karolingischer Denare prägen. Neben der merkantilen Funktion waren die Münzen auch ein politisches Symbol gegen die mercische Hegemonie. Erzbischof Jænberht von Canterbury (765–792) scheint das Autonomiestreben der beiden kentischen Könige anerkannt zu haben. Heahberht wurde in den Quellen bald nicht mehr erwähnt. Ecgberht errang im Jahre 776 in der Schlacht von Otford einen Sieg über Offa und herrschte in den nächsten Jahren als unabhängiger König vermutlich über ganz Kent. Spätestens seit 778 konnte Ecgberht souverän über seine Ländereien verfügen. Übertragungen an Bischof Deora von Rochester bedurften keiner Zustimmung eines Mitkönigs oder Oberherrschers. Ecgberhts Einflussbereich erstreckte sich wahrscheinlich auch auf Surrey und Teile von Essex und Sussex.
Mit der letzten im Jahr 779 ausgestellten Charta verschwand Ecgberht aus der Überlieferung. Im Jahr 784 ist Ealhmund, der möglicherweise sein Bruder war, als sein Nachfolger belegt. Vielleicht war Ealhmund bereits seit den 770er Jahren Mitkönig oder Unterkönig Ecgberhts. Um 784/785 geriet Kent nochmals unter die Kontrolle von Offa, der das Land bis zu seinem Tod 796 selbst regierte. Er widerrief die von Ecgberht „eigenmächtig“ gemachten Verfügungen, die er als unrechtmäßig ansah.